# 天主教瓜拉比拉教区
天主教瓜拉比拉教區（拉丁語：Dioecesis Guarabirensis）是巴西一個羅馬天主教教區，屬帕拉伊巴總教區。
教區成立於1980年10月11日，位於帕拉伊巴州中西部，2006年有教友352,000人（佔轄區總人口85.0%）、廿三個堂區、三十八名司鐸。現任教區主教為方濟·亞西西·丹塔斯·德盧塞納。